# Quire
Quire（クワイア）は、Potix Corporationが開発したプロジェクト管理ツール。

## 概要
ウェブアプリおよびモバイルアプリとして、小規模チームのコラボレーション向けに、デバイスを問わないタスク管理・トラッキングサービスを提供している。従来のプロジェクト管理ツールと異なるコアの機能に、プロジェクトを細分化し、整理して可視化できる無限の階層タスクリストなどがある。他の特徴的な機能は、かんばんボード、タイムライン、予定の通知、「あとで表示」（スヌーズ）、スマートフォルダー、フィルター、ソートなど。

## 歴史
2007年、Potix Corporation設立。Ajaxを利用したオープンソースのウェブアプリケーションフレームワーク、ZKを主要製品とする。ZKはその後、150万回以上ダウンロードされている。2014年、同社初のプロジェクト管理ツールとなるQuireを開発した。
Quireは現在、世界各地で50万人以上のユーザー、数千組のチームに利用されている。利用業界は、電子商取引、教育、建設、世界規模の貿易、会計、製造など多岐にわたる。
- 2014年8月、Quireを一般リリースする。
- 2015年、ドイツ語に対応する。
- 2018年、看板ボードを追加[7]。ポルトガル語に対応する。
- 2018年、モバイル版をリリースする。
- 2019年、日本語、フランス語、スペイン語に対応する。
- 2020年、イタリア語、トルコ語、ロシア語に対応する。
- 2021年、ガントチャートに似たタイムライン機能を追加する[3]。

## アーキテクチャ
クライアントとサーバーの両サイドに、Googleが開発したプログラミング言語であるDartを使用。Rikulo Stream、DQuery、Bootjack、PostgreSQLなどのライブラリも利用している。モバイル版は、Googleが新しくリリースしたオープンソースのアプリ開発フレームワーク、Flutterにより作成している。2018年4月、iOS、Android対応のモバイル版をリリースした。

## 類似のソフトウェア
- Asana
- Basecamp
- Trello

## 参照
1. ↑  “The 7 Best Project Management Software for Small Businesses” (英語). HuffPost (2017年12月13日). 2022年9月6日閲覧。
2. ↑  “Quire, a Collaborative Task Management Tool, Introduces New Features in Preparation for Official Release”. PRWeb. 2022年9月6日閲覧。
3. 1 2  Goldatama, Raisa. “Quire Dynamic Timeline” (英語). Product Hunt. 2022年9月7日閲覧。
4. ↑  “Quire Releases Peekaboo Feature, Solving To Do List Burnout Syndrome”. PRWeb. 2022年9月6日閲覧。
5. ↑  “臺灣軟體之光──ZK” (中国語). iThome. 2022年9月6日閲覧。
6. ↑  “Quire Pricing”. quire.io. 2022年9月6日閲覧。
7. ↑  “Quire Mark III: Nested Tasks Meets Board｜Quire & You”. Quire & You (2018年7月23日). 2022年9月6日閲覧。
8. ↑  “Quire: Building a Large Application with Dart｜Quire & You”. Quire & You (2014年9月3日). 2022年9月6日閲覧。
9. ↑  “Quire: Building a Sophisticated Mobile App with Google’s Flutter｜Quire & You”. Quire & You (2018年4月10日). 2022年9月6日閲覧。
10. ↑  Alton, Larry. “One Decade Later: Are Smartphones All Good For The Workplace?” (英語). Forbes. 2022年9月6日閲覧。